# Іграшки для дорослих (фільм)
Іграшки для дорослих (англ. The Happytime Murders) — американська кінокомедія 2018 року режисера Браяна Генсона, сина творця телешоу «Маппет-шоу» Джима Генсона (1936—1990).

## Сюжет
У Лос-Анджелесі мирно співіснують звичайні люди та живі ляльки, хоча останні сприймаються як вид нижчого сорту. Містом прокотилася хвиля вбивств зірок популярної телевізійної програми «Маппет-шоу». Цю справу доручили розслідувати двом відмінним детективам, які вже не працюють, але раніше разом провели не один рік на різних завданнях. Один з них – коп у спідниці, розумна і харизматична жінка. Другий – брутальний поліцейський-лялька синього кольору. Вони, як у старі часи, разом розкриють цю справу та зловлять жорстоких убивць у цьому дивному місті.

## У ролях
| Актор              | Роль                  |
| ------------------ | --------------------- |
| Мелісса Маккарті   | детектив Коні Едвардс |
| Елізабет Бенкс     | Дженні                |
| Майя Рудольф       | Бабблс                |
| Леслі Девід Бейкер | лейтенант Баннінг     |
| Джоель Макгейл     | агент Кемпбел         |
| Синті Ву           | Бріттені Марлов       |
| Майкл Макдональд   | Ронован Скаргл        |
| Хемкі Мадера       | Тіто                  |
| Фортун Феймстер    | Фанбой                |
| Бен Фелкуон        | Донні                 |
| Білл Барретта      | Філ Філіпс            |
| Браян Генсон       | Краб                  |